# João Tomé
João Tomé Esteves Baptista (Lisbona, 12 febbraio 2003) è un calciatore portoghese, difensore del Rio Ave.

## Carriera

### Club
Tomé è cresciuto nel settore giovanile del Benfica, con cui ha firmato il primo contratto il 15 ottobre 2020. Nel 2022 è stato promosso nella squadra B, dove ha debuttato il 6 agosto nell'incontro di Segunda Liga pareggiato 1-1 contro l'Académico de Viseu.
Il 30 giugno 2024 è stato ceduto a titolo definitivo al Rio Ave, con cui ha esordito nella prima divisione portoghese.

### Nazionale
Ha giocato nelle nazionali giovanili portoghesi Under-15, Under-16, Under-17, Under-18, Under-19 ed Under-20.

## Statistiche

### Presenze e reti nei club
Statistiche aggiornate al 30 agosto 2024.
| Stagione        | Squadra         | Campionato      | Campionato | Campionato | Coppe nazionali | Coppe nazionali | Coppe nazionali | Coppe continentali | Coppe continentali | Coppe continentali | Altre coppe | Altre coppe | Altre coppe | Totale | Totale |
| Stagione        | Squadra         | Comp            | Pres       | Reti       | Comp            | Pres            | Reti            | Comp               | Pres               | Reti               | Comp        | Pres        | Reti        | Pres   | Reti   |
| --------------- | --------------- | --------------- | ---------- | ---------- | --------------- | --------------- | --------------- | ------------------ | ------------------ | ------------------ | ----------- | ----------- | ----------- | ------ | ------ |
| 2022-2023       | Benfica B       | LdH             | 26         | 1          |                 | -               | -               |                    | -                  | -                  |             | -           | -           | 26     | 1      |
| 2023-2024       | Benfica B       | LdH             | 28         | 0          |                 | -               | -               |                    | -                  | -                  |             | -           | -           | 28     | 0      |
| 2024-2025       | Rio Ave         | PL              | 4          | 0          | CP+CdL          | 0               | 0               |                    | -                  | -                  |             | -           | -           | 4      | 0      |
| Totale carriera | Totale carriera | Totale carriera | 58         | 1          |                 | 0               | 0               |                    | -                  | -                  |             | -           | -           | 58     | 1      |